# Domenico Lucciardi
Domenico Lucciardi (né le 9 décembre 1796 à Sarzana, dans l'actuelle province de La Spezia, en Ligurie, et mort le 31 mars 1864  à Senigallia) est un cardinal italien du XIXe siècle.

## Biographie
Domenico Lucciardi exerce diverses fonctions au sein de la Curie romaine, notamment à la Congrégation des évêques. Il est nommé archevêque titulaire de Damas (de) en 1846. Il est transféré au patriarcat de Constantinople et au diocèse de Senigallia en 1851.
Le pape Pie IX le crée cardinal lors du consistoire du 15 mars 1852.